# Horatio King

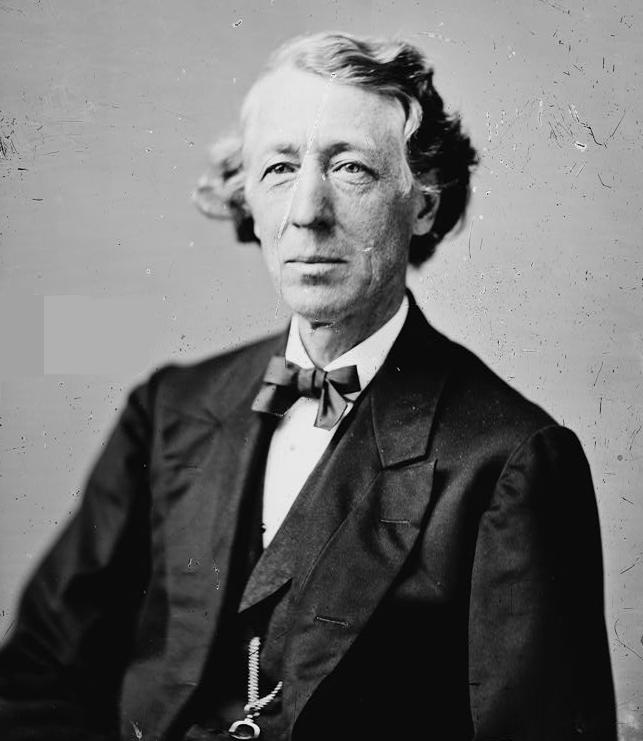
Horatio King

Horatio King (* 21. Juni 1811 in Paris, Massachusetts; † 20. Mai 1897 in Washington, D.C.) war ein US-amerikanischer Politiker (Demokratische Partei) und Postminister unter Präsident James Buchanan.

## Werdegang
Der im heutigen Maine geborene Horatio King besuchte eine Gemeinschaftsschule. Im Alter von 18 Jahren nahm er eine Tätigkeit beim Jeffersonian in Paris auf, wo er das Druckhandwerk erlernte. Anschließend wurde er Eigentümer und Redakteur einer Zeitung. 1833 zog er nach Portland, wo er bis 1838 publizierte. Im nachfolgenden Jahr, 1839, ging King nach Washington, D.C., wo er als Beamter (Clerk) im Post Office Department tätig war und allmählich in seiner Stellung aufstieg. 1854 wurde er zuerst zum Assistant Postmaster General ernannt und Anfang 1861 zum Postmaster General im Kabinett Buchanan. In dieser Stellung wurde er dann im Januar 1861 hinsichtlich der Frankatur (engl. franking privilege) durch ein Mitglied des Kongresses aus South Carolina befragt. In seinen damaligen Äußerungen verneinte King als Erster offiziell das Recht eines Staates, sich von der Union abzuspalten. King hatte das Amt des Postmaster General zwischen dem 12. Februar und dem 7. März 1861 inne.
Nachdem er aus der Regierung ausgeschieden war, verblieb er während des Sezessionskrieges in Washington und war in einem Kommissionsgremium (Board of Commissioners) tätig, das sich mit der Abwicklung der Emanzipationsgesetze im District of Columbia befasste. Seine Anstrengungen führten zu einer beachtlichen Anzahl von frühen Sklavenansiedlungen im District.
Ferner praktizierte King in Washington als Rechtsanwalt vor dem Executive Department sowie internationalen Kommissionen. Er war auch beim Durchgang von drei Gesetzen (1874, 1879 und 1885) aktiv beteiligt, die den Gebrauch von öffentlichen „penalty envelope“ zugestanden, was eine große Einsparung für die Regierung bedeutete. King nahm auch aktiv an der Vervollständigung des Washington Monument teil und war von 1881 als Secretary der Monument Society tätig. Zeit seines Lebens beteiligte er sich immer wieder bei der Presse und veröffentlichte mehrere Werke, die wären: An Oration before the Union Literary Society of Washington (Washington D.C., 1841) und Sketches of Travel oder Twelve Months in Europe (1878).
Vor seinem Tod am 20. Mai 1897 war King das letzte noch lebende Mitglied des Buchanan-Kabinetts.

## Familie
Er hatte einen Sohn mit dem Namen Horatio Collins King, der ein Offizier in der Union Army war und eine Medal of Honor erhielt.